# La Rafale (tableau)
La Rafale (en néerlandais : De Windstoot) est un tableau du peintre hollandais Willem van de Velde le Jeune. Il s'agit d'une huile sur toile peinte vers 1680, de 77 cm de haut et 63,5 centimètres de large. Cette œuvre, qui représente un navire de guerre dans la tempête, est conservée dans la collection du Rijksmuseum d'Amsterdam. À la même période, Willem van de Velde le Jeune peint une toile similaire d'un vaisseau tirant une salve d'honneur et appelée Le Coup de canon, qui appartient également au Rijksmuseum.

## Contexte
En 1636, Willem van de Velde le Jeune part avec son père à Amsterdam. Ils deviennent des peintres de marines renommés. Son père le quitte pour rejoindre la cour d'Angleterre. Vers 1672, Willem van de Velde le Jeune rejoint son père en Angleterre à l'invitation du roi Charles II qui l'embauche comme peintre de cour au même titre que son père. C'est en Angleterre qu'apparaissent les deux œuvres, Le Coup de canon et La Rafale. Elles restent longtemps ensemble et constituent, en quelque sorte, une seule entité. Au XVIIIe siècle, les deux peintures faisaient déjà partie intégrante de la collection de Sir Philip Stephens, premier Baronnet de Horsford (1725-1809).

## Représentation
La Rafale dépeint un navire de guerre endommagé par une tempête, ballotté - comme hors de contrôle - sur une mer déchaînée, à proximité d'un petit bateau. Elle tranche avec l'atmosphère paisible de sa peinture sœur, Le Coup de canon.

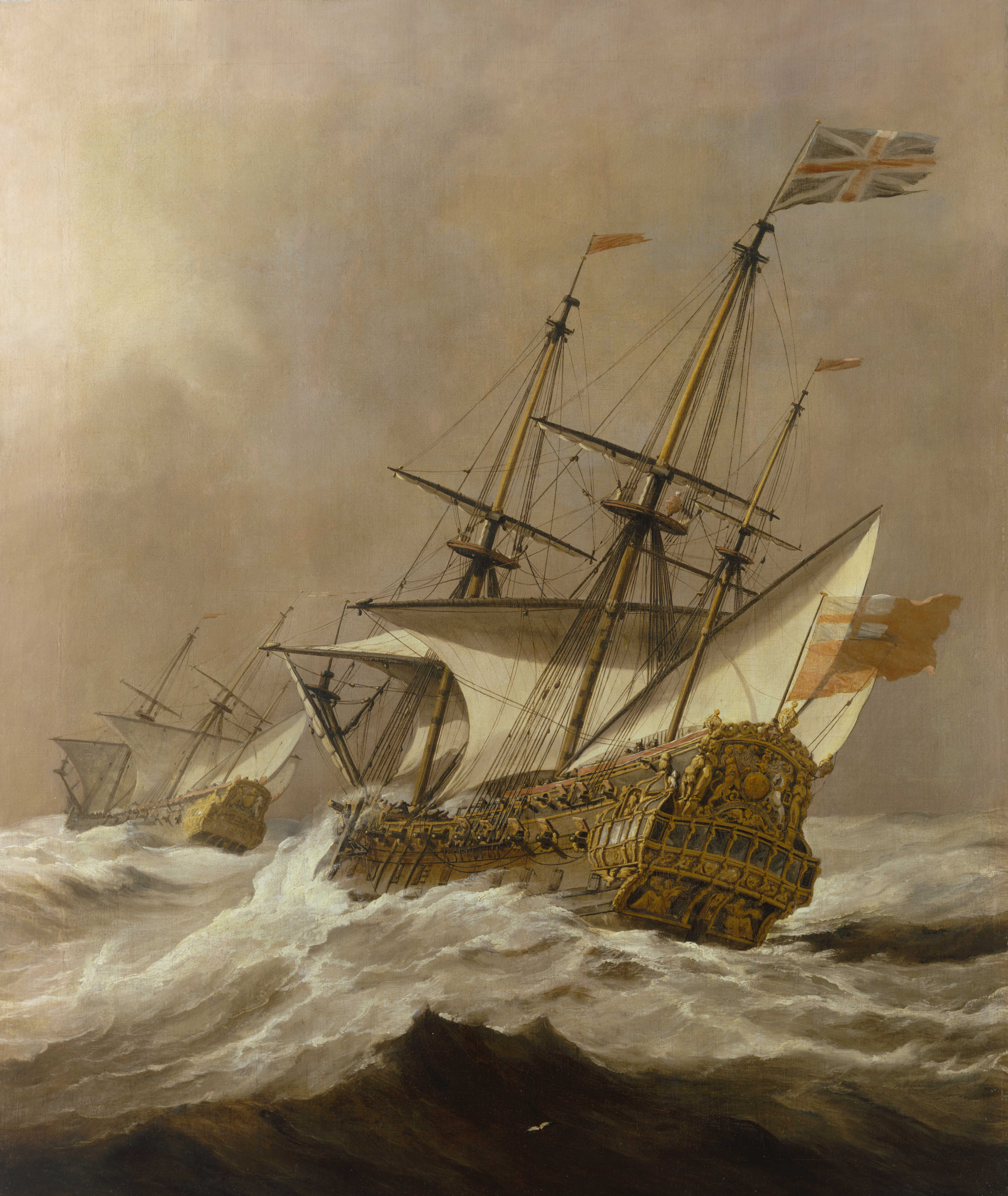
Tableau HMS Resolution.

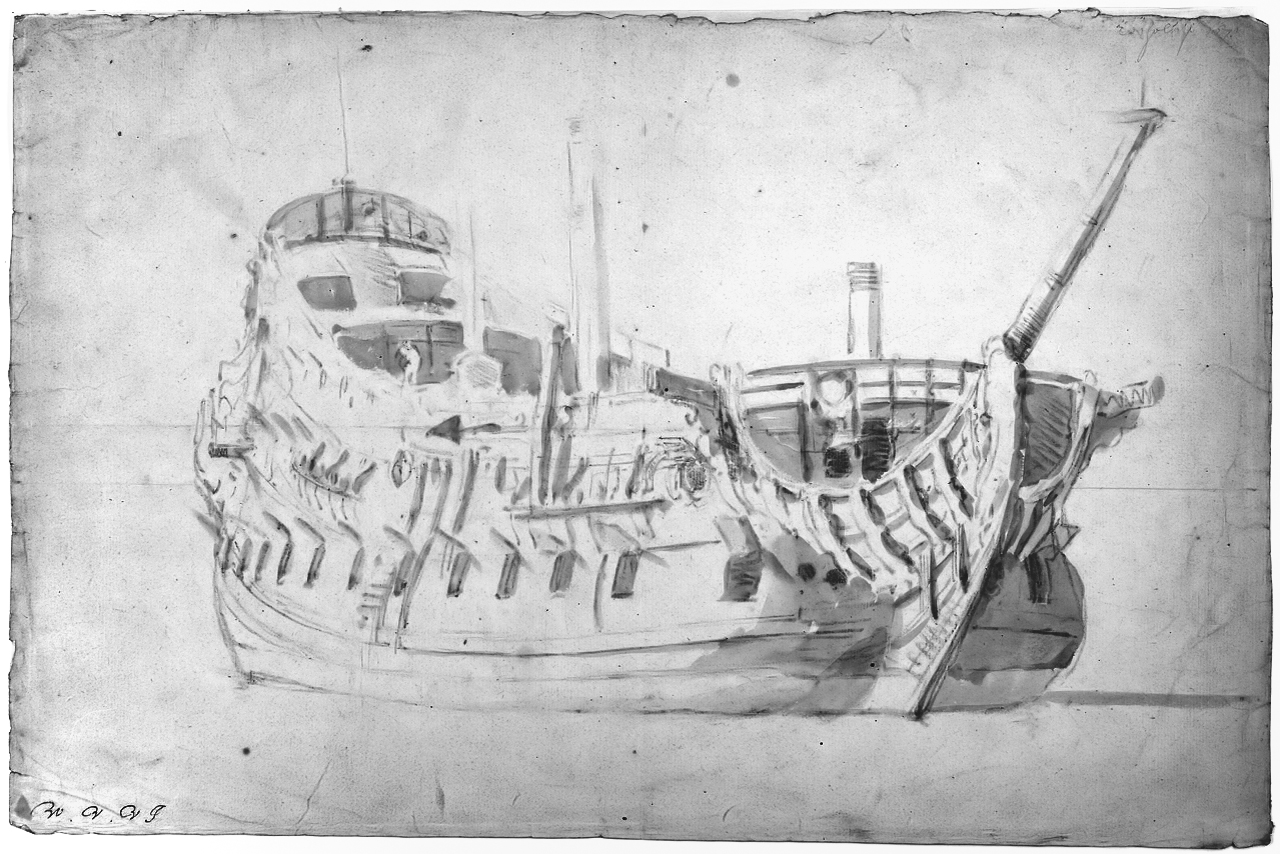
Dessin HMS Resolution.

### Un vaisseau anglais?
Dans sa présentation du tableau, le Rijksmuseum Amsterdam indique, sans plus de précision :
« Il s'agit d'un navire de guerre britannique de soixante-dix canons. » 
On peut donc être tenté de rapprocher La Rafale de deux œuvres de  Willem van de Velde (un dessin de 1676 et un tableau de 1678) qui, toutes deux, représentent le HMS Resolution, vaisseau anglais de 70 canons, et penser que le peintre s'est inspiré pour son tableau de tempête de son travail antérieur de représentation du Resolution.

## Style
L’œuvre est méticuleusement peinte dans le style réaliste. On ne sait toutefois pas si l'artiste s'est inspiré d'études préalables ou s'il a voyagé spécifiquement pour réaliser la toile. Le travail de préparation a pu être effectué avant son départ pour l'Angleterre. En effet, les van de Velde, avant leur départ pour l'Angleterre, profitent des facilités offertes par l'Amirauté hollandaise dans le cadre de leur mission officielle, pour réaliser des croquis d'après nature. L'artiste s'en tient toujours à une reproduction fidèle des éléments qu'il représente.
Willem van de Velde le Jeune est reconnu pour ses talents de coloriste, pour la qualité de ses compositions et surtout pour l'extrême précision de ses sujets, comparés à ceux d'autres peintres de marines,. D'aucuns le considèrent comme un grand peintre de marine, voire «  un des plus grands marinistes du monde entier ». 
La Rafale, et son pendant Le Coup de canon, sont considérés comme ayant été totalement réalisées par Willem van de Velde le Jeune et constituent deux chefs-d’œuvre du maître.

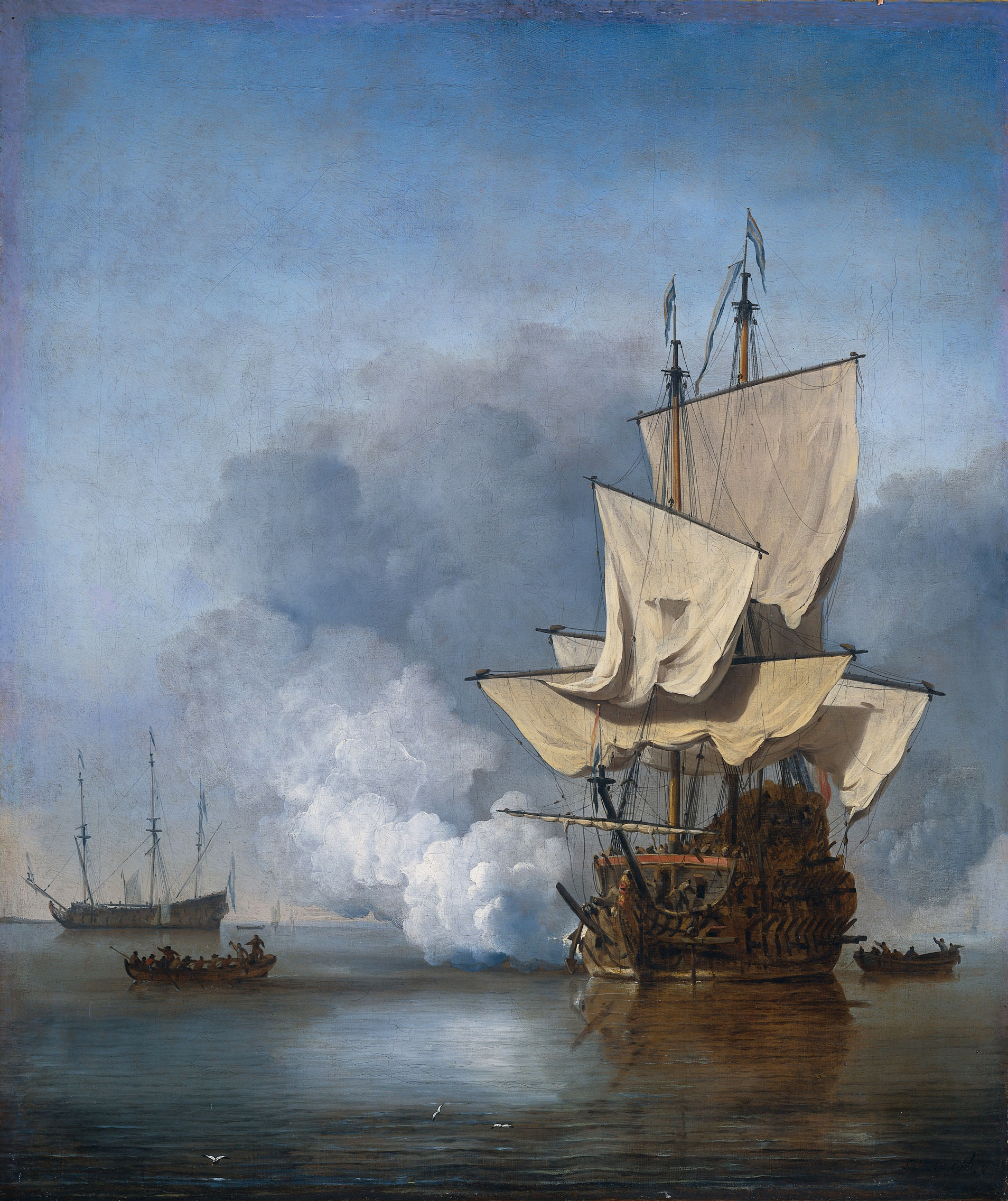
Le Coup de canon, peinture-sœur de La Rafale